# Barros Blancos
Barros Blancos je město v Uruguayi. Leží v jižní části země v departementu Canelones. V letech 1976 až 2007 neslo název Capitán Juan Antonio Artigas. Při sčítání lidu v roce 2011 mělo město 31 650 obyvatel. Je vzdáleno přibližně 20 kilometrů severovýchodně od hlavního města Montevideo a tvoří tak součást metropolitní oblasti hlavního města.
Město bylo formálně založeno v roce 1951. Do té doby se na jeho místě nacházely jednoduché venkovské usedlosti, často bez přístupu k pitné vodě, elektřině nebo telefonu. Místo bylo zaměřeno na zemědělství, chov a porážku hospodářských zvířat. Bylo tu však i několik továren. V roce 1925 tu byla otevřena škola. Veřejné služby se staly pro místní obyvatele dostupnými až zhruba 20 let po otevření školy. Se začátkem druhé poloviny 20. století zažilo město velký nárůst obyvatelstva. V roce 1976 bylo město přejmenováno na počest Juana Antonia de Artigase, vojenského důstojníka a objevitele, který byl zároveň dědečkem uruguayského národního hrdiny Josého Gervasia Artigase. V roce 2006 bylo formálně prohlášeno za město. V roce 2007 bylo přejmenováno na svůj původní název.